# Lagarde-Hachan
Lagarde-Hachan (gaskognisch: La Garda e Haishan) ist eine französische Gemeinde mit 167 Einwohnern (Stand 1. Januar 2022) im Département Gers in der Region Okzitanien (bis 2015 Midi-Pyrénées); sie gehört zum Arrondissement Mirande und zum Gemeindeverband Astarac Arros en Gascogne. Die Bewohner nennen sich Lagardais/Lagardaises.

## Geografie
Lagarde-Hachan liegt rund 14 Kilometer südöstlich von Mirande und 28 Kilometer südwestlich von Auch im Süden des Départements Gers. Die Gemeinde besteht aus Weilern, zahlreichen Streusiedlungen und Einzelgehöften. Die Petite Baïse und der Sousson durchqueren die Gemeinde in nördlicher Richtung und bilden streckenweise die Gemeindegrenze. Nachbargemeinden sind Saint-Élix-Theux im Nordwesten und Norden, Saint-Arroman im Norden und Nordosten, Samaran im Osten und Südosten, Aujan-Mournède im Süden sowie Viozan und Sauviac im Westen.

## Geschichte
Im Mittelalter lagen Hachan-de-Bas (damals Faissan) und Lagarde Noble in der Vogtei Moncassin innerhalb der Grafschaft Astarac in der historischen Landschaft Gascogne und teilten deren Schicksal. Beide Gemeinden gehörten von 1793 bis 1801 zum District Mirande und zum Kanton Masseube. Seit 1801 sind beide ursprüngliche Gemeinden dem Arrondissement Mirande zugeteilt und gehörten von 1793 bis 2015 zum Wahlkreis (Kanton) Mirande. Im Jahr 1822 vereinigten sich die Gemeinden Hachan-de-Bas (1821: 67 Einwohner) und Lagarde Noble (1821: 158 Einwohner) zur heutigen Gemeinde.

## Bevölkerungsentwicklung
Die Einwohnerentwicklung ist typisch für eine französische Landgemeinde. Normal sind die Entwicklungen zwischen 1793 und 1846 mit einem Wachstum und die ab 1861 folgende starke Landflucht. Der Tiefpunkt wurde 1990 erreicht. Seither ist die Bevölkerungszahl wieder angestiegen.
| Jahr                       | 1962 | 1968 | 1975 | 1982 | 1990 | 1999 | 2006 | 2011 | 2020 |
| Einwohner                  | 194  | 187  | 154  | 131  | 118  | 131  | 182  | 152  | 167  |
| Quellen: Cassini und INSEE |      |      |      |      |      |      |      |      |      |

## Sehenswürdigkeiten
- Kirche Saint-Martin in Lagarde
- Kirche Saint-Germier in Hachan
- Marienstatue
- acht Wegkreuze auf dem Gemeindegebiet
- Denkmal für die Gefallenen[3]

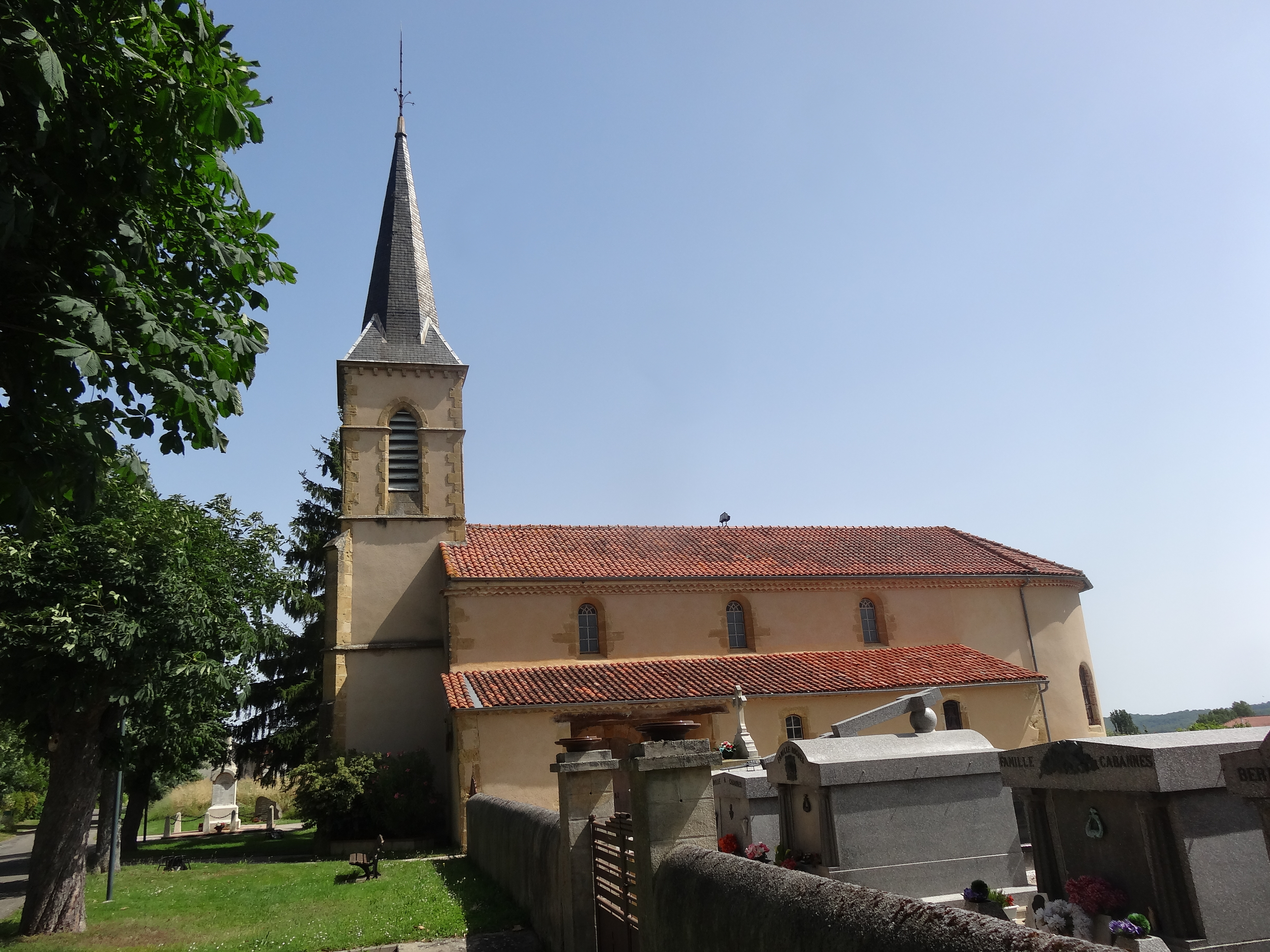
Kirche Saint-Martin
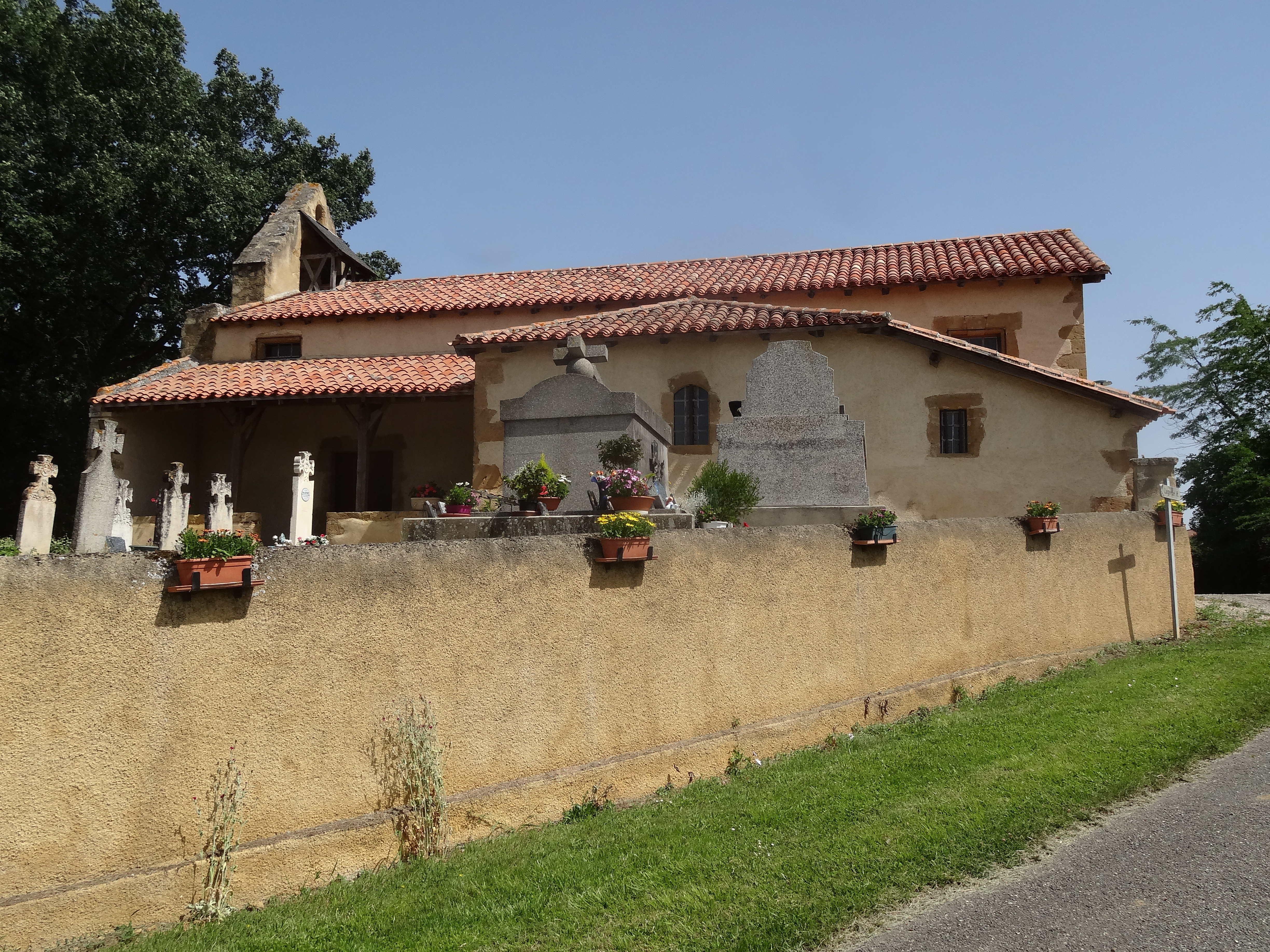
Kirche Saint-Germier
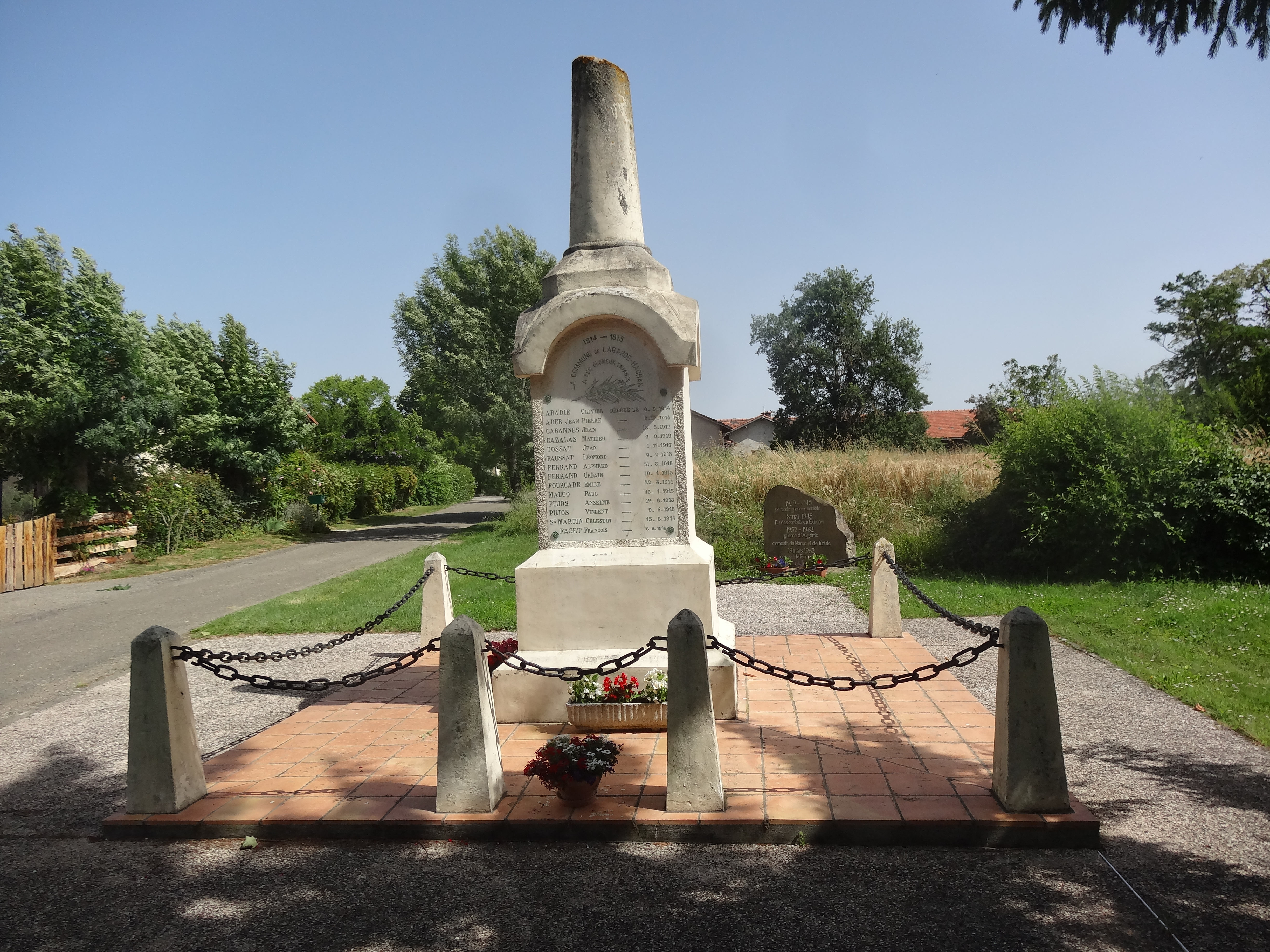
Gefallenendenkmal
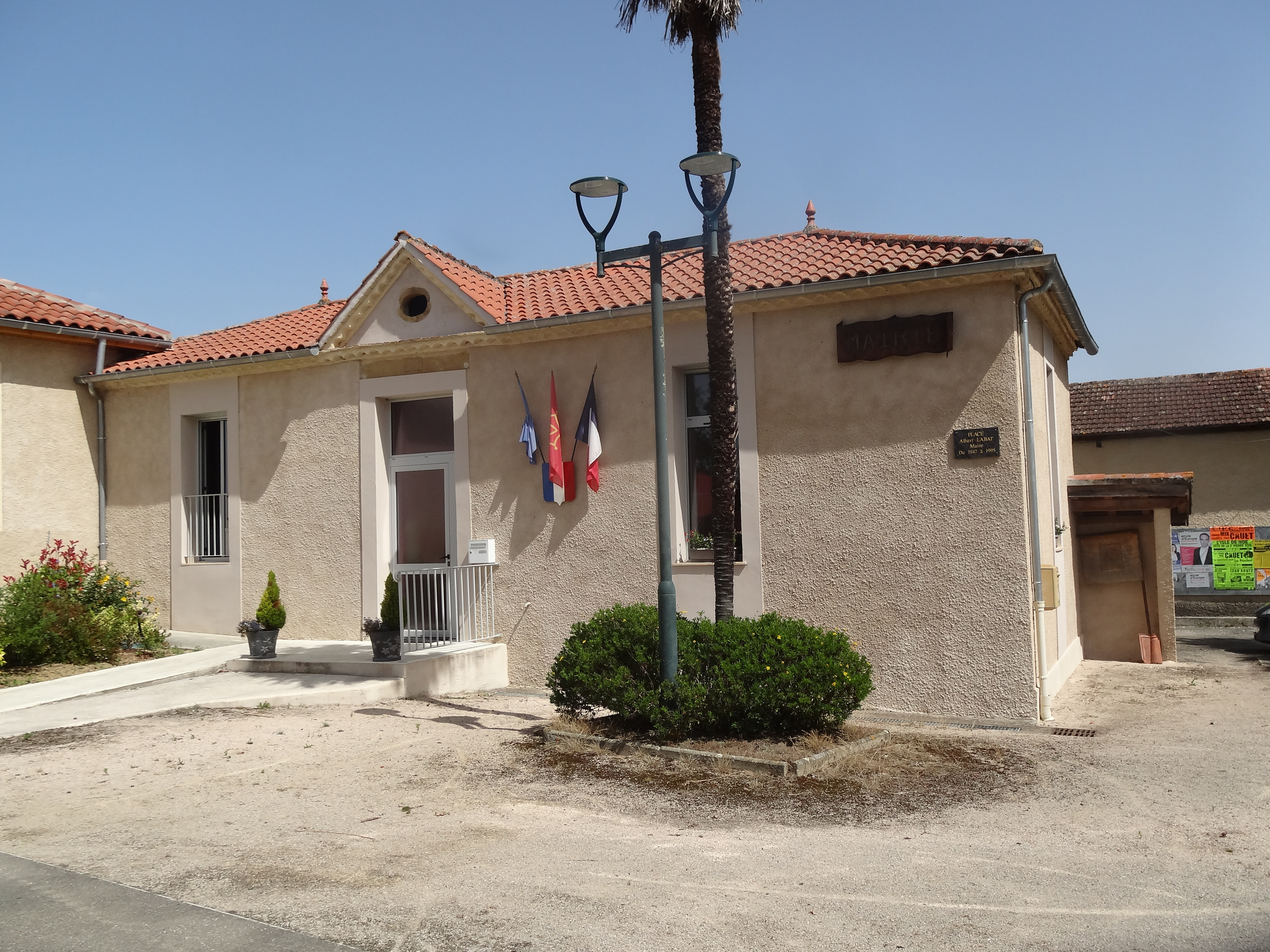
Rathaus
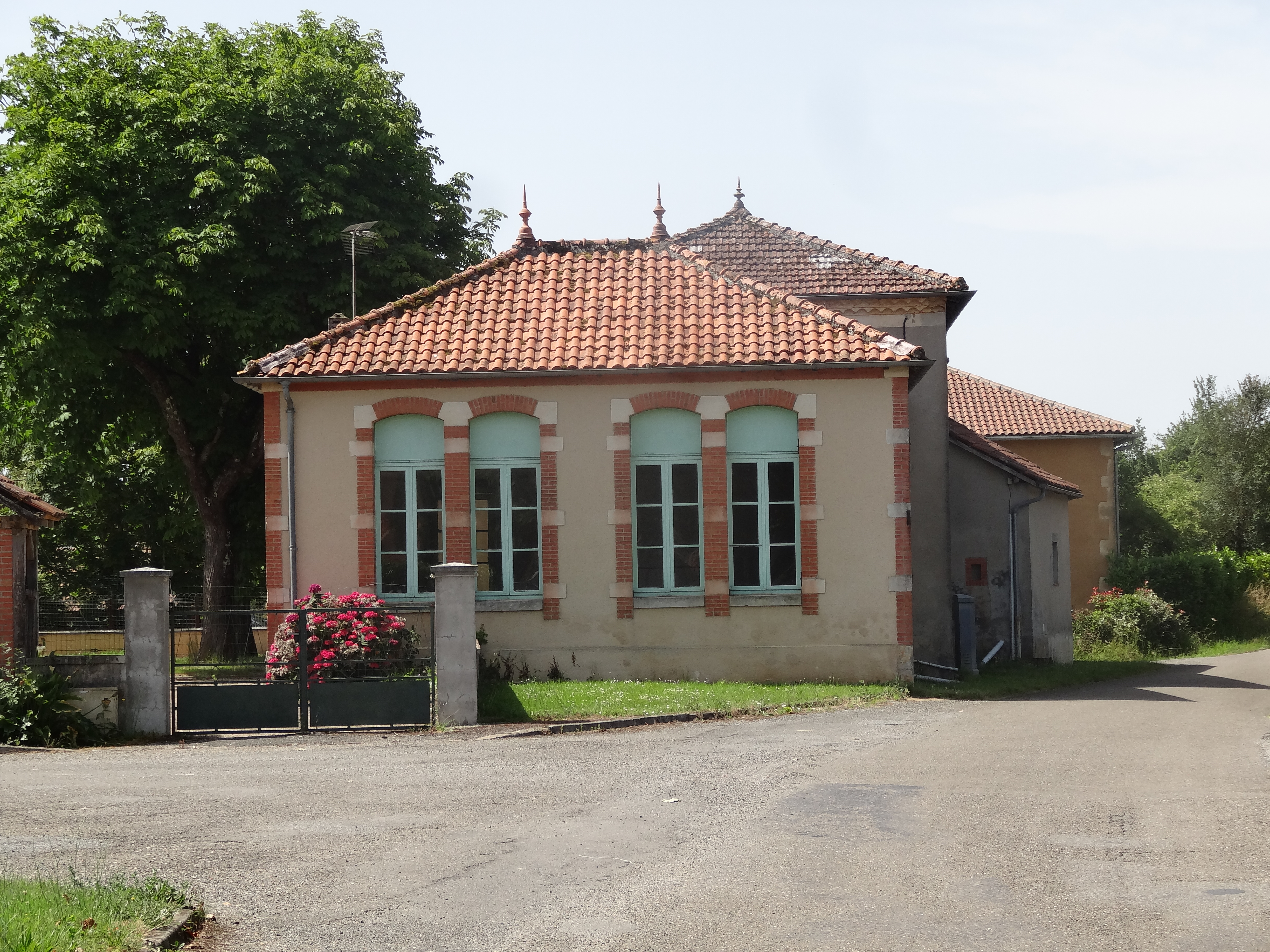
Grundschule

## Verkehr
Die wichtigste regionale Verbindung ist die Straße D 150. Ein weiterer wichtiger regionaler Verkehrsweg ist die Nord-Süd-Verbindung durch die Orte Lagarde und Hachan.